# Flerfarvet ærenpris
Flerfarvet ærenpris (Veronica agrestis) er en enårig, 5-30 centimeter høj plante i vejbred-familien. Den ligner blank ærenpris, men bladene er oftest lysegrønne. Desuden er bægerfligene ikke overlappende og de er ensartet behårede. Blomsterne er hvidlige, rødlige eller lyseblå.
I Danmark er arten temmelig almindelig på dyrket, ofte sandet jord. Den blomstrer i april og maj.